# 8e division (armée impériale japonaise)
Pour les articles homonymes, voir 8e division.
La 8e division (第8師団, Dai-hachi shidan) est une unité d'infanterie de l'armée impériale japonaise. Son nom de code est Division Cèdre (杉兵団, Sugi-heidan).
La 8e division est formée le 1er octobre 1898 à Hirosaki en tant que l'une des six nouvelles divisions créées après la première guerre sino-japonaise et est annihilée à Rodriguez aux Philippines. Hirō Onoda, un soldat japonais « caché » de la 8e division, continue de combattre jusqu'à être relevé de son devoir le 9 mars 1974. La division est composée de troupes de la région du Tōhoku, principalement des préfectures d'Aomori, Akita et Yamagata. Son premier commandant est le général Tatsumi Naofumi, ancien commandant de la garnison de Sendai.

## Histoire
Au moment de l'augmentation des tensions avec la Russie après la première guerre sino-japonaise et la Triple intervention, la 8e division s'engage dans un entraînement en environnement glacial, effectuant un stage malheureux dans les monts Hakkōda en janvier 1902 durant lequel 199 des 210 soldats du 5e régiment d'infanterie meurent de froid lors de l'incident des monts Hakkōda.
Au début de la guerre russo-japonaise, la 8e division est mobilisée en juin 1904 mais reste en réserve jusqu'au renforcement des forces japonaises à la bataille de Sandepu en janvier 1905. Elle s'y distingue, repoussant les assauts russes avec la 5e division. En février 1905, la division participe à la bataille de Mukden. En 1910, elle est assignée comme garnison en Corée et participe également à l'intervention en Sibérie en 1921 durant laquelle elle est placée en garnison dans le kraï de Khabarovsk et l'oblast d'Amour.
La 8e division (à l'origine uniquement la 4e brigade) participe à l'invasion japonaise de la Mandchourie à la suite de l'incident de Mukden en septembre 1931, puis participe à la pacification du Mandchoukouo à partir de novembre 1931. En 1937, la 8e division est assignée à l'armée japonaise du Guandong. Le 13 janvier 1938, la division est intégrée à la 3e armée stationnée au Suiyuan. En 1939, son 32e régiment d'infanterie est transféré à la nouvelle 24e division ce qui transforme la 8e division en division triangulaire.
Le 19 septembre 1941, la 8e division est assignée à la 20e armée pour sécuriser la frontière avec l'Union soviétique, en même temps que la 25e division. En février 1944, trois détachements sont formés (infanterie, artillerie, et génie) et combinés avec le 11e régiment mixte indépendant pour être envoyés sur l'île de Polowat dans le Pacifique en juin 1944. En raison du manque de vivres et du grand nombre de blessés dus aux bombardements américains, deux des trois bataillons sont déplacés aux îles Truk en septembre 1944. En juillet 1944, la 8e division est réassignée aux Philippines, sous le commandement de la 14e armée régionale de Tomoyuki Yamashita, où elle est divisée entre les îles Luçon et Leyte. Après la bataille de Leyte (durant laquelle le 5e régiment d'infanterie est détruit) et la bataille de Manille (sous le commandement de la 41e armée), la 8e division est presque complètement annihilée par les troupes américaines et philippines et cesse d'exister comme unité opérationnelle.

## Ordres de bataille

### Ordre de bataille (1898
- 4e brigade d'infanterie
  - 5e régiment d'infanterie
  - 31e régiment d'infanterie
- 16e brigade d'infanterie
  - 17e régiment d'infanterie
  - 32e régiment d'infanterie
- 8e régiment d'artillerie de montagnes
- 8e régiment de cavalerie
- 8e régiment de génie
- 8e régiment de transport

### Ordre de bataille (1941)
- 5e régiment d'infanterie (Aomori)
- 17e régiment d'infanterie (Akita)
- 31e régiment d'infanterie (Hirosaki)
- 24e régiment de cavalerie (Morioka)
- 8e régiment d'artillerie
- 8e régiment de reconnaissance (en)
- 8e régiment de génie
- 8e régiment de transport
- 8e compagnie de signaux
- 8/2e hôpitaux de campagne
- 8/4e hôpitaux de campagne
- 8e compagnie d'arme chimique
- 8e département de prévention des épidémies et de purification de l'eau
- 8e département vétérinaire